# ユーロビジョン・ヤング・ミュージシャンズ
ユーロビジョン・ヤング・ミュージシャンズ（Eurovision Young Musicians）は欧州放送連合が2年ごとに開催するヨーロッパ音楽コンクール。若手のヨーロッパの音楽家を目指す登竜門である。2006年大会から2012年大会まではウィーンで固定開催。ウィーン芸術週間の開幕を告げていた。

## 歴代優勝者
| 年     | 開催地                     | 優勝国       | 演奏者                       | 楽器           |
| ------ | -------------------------- | ------------ | ---------------------------- | -------------- |
| 1982年 | イギリス・マンチェスター   | 西ドイツ     | マルクス・パヴリク           | ピアノ         |
| 1984年 | スイス・ジュネーヴ         | オランダ     | イサベル・ファン・クーレン   | ヴァイオリン   |
| 1986年 | デンマーク・コペンハーゲン | フランス     | サンドリーヌ・ラザルド       | ピアノ         |
| 1988年 | オランダ・アムステルダム   | オーストリア | ジュリアン・ラクリン         | ヴァイオリン   |
| 1990年 | オーストリア・ウィーン     | オランダ     | ニック・ファン・オーストルム | ピアノ         |
| 1992年 | ベルギー・ブリュッセル     | ポーランド   | バルトウォミェイ・ニジオル   | ヴァイオリン   |
| 1994年 | ポーランド・ワルシャワ     | イギリス     | ナタリー・クレイン           | チェロ         |
| 1996年 | ポルトガル・リスボン       | ドイツ       | ユリア・フィッシャー         | ヴァイオリン   |
| 1998年 | オーストリア・ウィーン     | オーストリア | リディア・バイヒ             | ヴァイオリン   |
| 2000年 | ノルウェー・ベルゲン       | ポーランド   | スタニスワフ・ジェヴィエツキ | ピアノ         |
| 2002年 | ドイツ・ベルリン           | オーストリア | ダリボル・カルヴァイ         | ヴァイオリン   |
| 2004年 | スイス・ルツェルン         | オーストリア | アレクサンドラ・ゾウム       | ヴァイオリン   |
| 2006年 | オーストリア・ウィーン     | スウェーデン | アンドレアス・ブランテリ     | チェロ         |
| 2008年 | オーストリア・ウィーン     | ギリシャ     | ディオニュシオス・グラメノス | クラリネット   |
| 2010年 | オーストリア・ウィーン     | スロベニア   | エヴァ＝ニーナ・コズムス     | フルート       |
| 2012年 | オーストリア・ウィーン     | ノルウェー   | エイヴィン・リングスタ       | ヴィオラ       |
| 2014年 | ドイツ・ケルン             | オーストリア | 何子毓                       | ヴァイオリン   |
| 2016年 | ドイツ・ケルン             | ポーランド   | ウカシュ・ディチュコ         | サクソフォーン |
| 2018年 | イギリス・エディンバラ     | ロシア       | イワン・ベスソノフ           | ピアノ         |
| 2022年 | フランス・モンペリエ       | チェコ       | Daniel Matejča               | バイオリン     |
| 2024年 | ノルウェー・Bodø           | オーストリア | Leonhard Baumgartner         | ヴァイオリン   |